# Contea di Dickinson (Kansas)
La contea di Dickinson (in inglese Dickinson County) è una contea dello Stato del Kansas, negli Stati Uniti. La popolazione al censimento del 2010 era di 19 344 abitanti. Il capoluogo di contea è Abilene.
Il nome della contea fa riferimento a Daniel S. Dickinson.

## Geografia fisica
L'U.S. Census Bureau certifica che l'estensione della contea è di 2207 km², di cui 2194 km² composti da terra e 13 km² composti di acqua.

### Contee confinanti
- Contea di Clay - nord
- Contea di Geary - est
- Contea di Morris - sud-est
- Contea di Marion - sud
- Contea di McPherson - sud-ovest
- Contea di Saline - ovest
- Contea di Ottawa - nordovest

## Geografia antropica

### Città
- Abilene
- Carlton
- Chapman
- Enterprise
- Herington (parte di Herington si trova nella contea di Morris)
- Hope
- Manchester
- Solomon (parte di Solomon si trova nella contea di Saline)
- Woodbine

### Census-designated place
- Detroit
- Talmage

### Area non incorporata
- Acme
- Buckeye
- Dillon
- Elmo
- Holland
- Industry (parte di Industrysi trova nella contea di Clay nel Kansas)
- Lyona
- Moonlight
- Navarre
- Pearl
- Shady Brook
- Stoney
- Sutphen
- Woodbine

### Township
La contea di Dickinson è divisa in ventiquattro township:
- Banner
- Buckeye
- Center
- Cheever
- Flora
- Fragrant Hill
- Garfield
- Grant
- Hayes
- Holland
- Hope
- Jefferson
- Liberty
- Lincoln
- Logan
- Lyon
- Newbern
- Noble
- Ridge
- Rinehart
- Sherman
- Union
- Wheatland
- Willowdale